# Gonoreta
Gonoreta és un gènere d'arnes de la subfamília Drepaninae. Va ser descrita per William Warren el 1902.
Algunes espècies són conegudes com a defoliadores de les plantes de cafè. (Rubiaceae).

## Taxonomia
Algunes espècies de Gonoreta són:
- Gonoreta albiapex Watson, 1965
- Gonoreta angulosa Watson, 1965
- Gonoreta bispina Watson, 1965
- Gonoreta contracta (Warren, 1897)
- Gonoreta cymba Watson, 1965
- Gonoreta differenciata (Bryk, 1913)
- Gonoreta forcipulata Watson, 1965
- Gonoreta gonioptera (Hampson, 1914)
- Gonoreta opacifinis Watson, 1965
- Gonoreta subtilis (Bryk, 1913)